# مندلیفیم
مندلیفیم (به انگلیسی: Mendelevium) یک عنصر مصنوعی با نماد Md (که قبلاً MV بوده) و عدد اتمی ۱۰۱ است.
این عنصر ترانس اورانیم رادیو اکتیو فلزی در سری آکتینیدها است. مندلیفیم معمولاً با بمباران انشتانیم با ذرات آلفا تولید می‌کنند. مندلیفم پس از دیمیتری ایوانوویچ مندلیف که جدول تناوبی توسط او ایجاد شده، نامگذاری شد. او که روش استاندارد برای طبقه‌بندی تمامی عناصر شیمیایی را پایه‌گذاری کرد

## تاریخچه
این عنصر ماوراء اورانیوم به سال ۱۹۵۵ توسط سیبورگ و همکارانش از بمباران شدید انیشتنیم ۲۵۳ با هسته هلیم، تهیه شد. با استفاده از همه اینشتینیم موجود فقط چند اتمی از عنصر جدید تهیه شد؛ در آزمایشهای بعد حدود ۱۰۰ اتم تهیه شد

### ریشه نام
سیبورگ توضیح داد که
نام مندلیوم را از آن جهت برگزیدیم زیرا که شیمی‌دان بزرگ روسی، دیمتیری مندلیف نخستین کسی است که دستگاه تناوبی عناصر را ارائه داد که به کمک آن می‌توان خواص شیمیایی عناصر گم شده را پیش‌بینی کرد. این دستگاه کلید راهنمایی برای کشف آخرین هفت عنصر ماورائ اورانیوم است.

## خواص
مندلیوم یک عنصر رادیو اکتیو مصنوعی از بمباران انیشتنیم با ذرات آلفا در یک سیکلوترون تهیه می‌شود. عدد اتمی ۱۰۱؛ جرم اتمی ۲۵۸؛ دارای چهار ایزتوپ است؛ ظرفیت ۳. مندلویوم با شکافت خود به خود با نیم عمر ۱ ویک دوم ساعت تباهی می‌یابد. سنگین‌ترین ایزتوپ آن مندلویوم-۲۵۸، دارای نیم عمر ۶۰ روز است. گمان می‌رود مندلویوم دارای خواص شیمیایی مشابه خاکی تولیم است.

## کاربردها
فقط برای پژوهش‌ها کاربرد دارد. یکی دیگر از کاربردهای عنصر md این است که با عنصر تکنسیم واکنش نشان می‌دهد و باعث تشکیل ماده ایی را می‌دهد که بسیار نیز قوی و توهم زا است که احتمال مرگ پس از مصرف این مواد بسیار بالا است
رادیو اکتیویته
مندلیوم عنصر سه ظرفیتی رادیو اکتیو است.